# Jornadas Magonistas

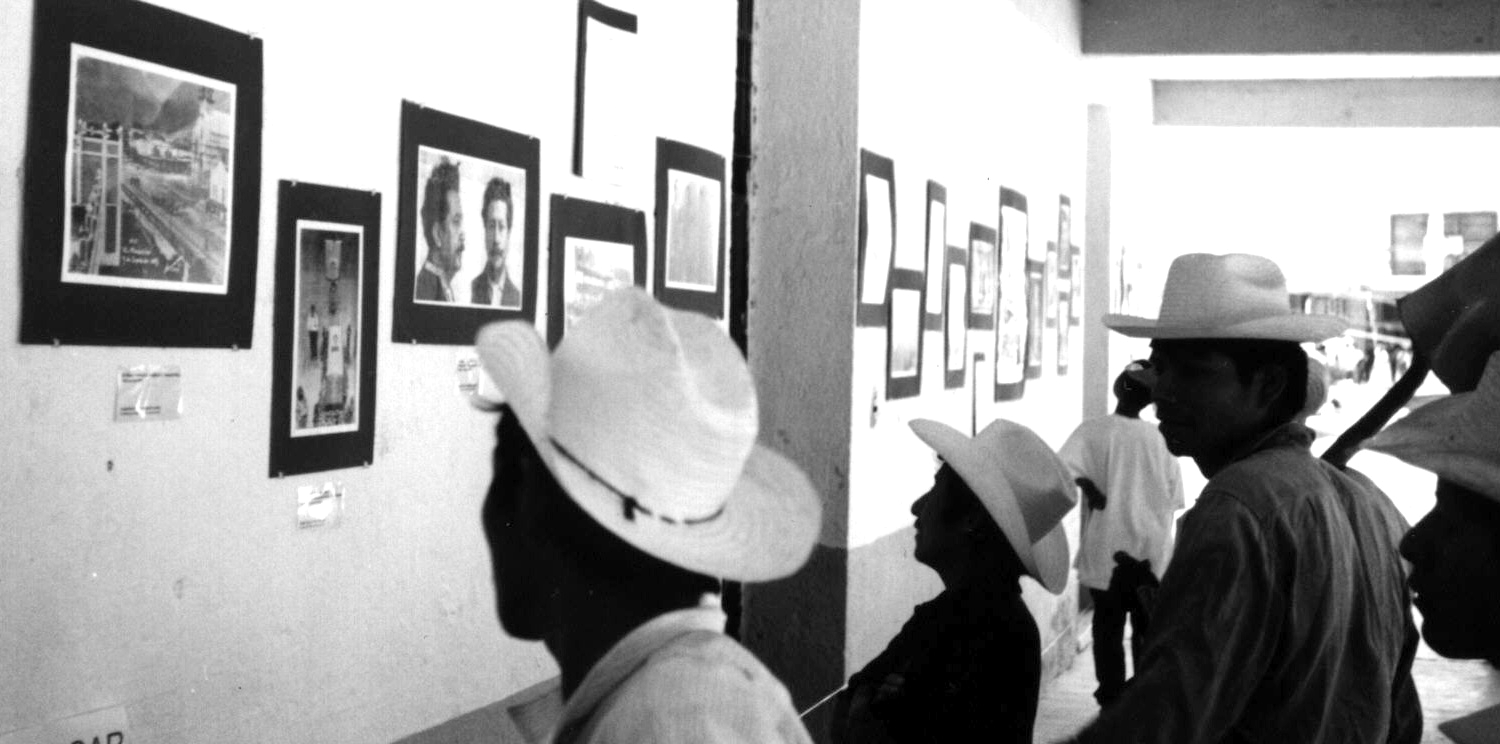
Jornadas Magonistas por la Autonomía. Eloxochitlán, Oaxaca, 1999.

Las Jornadas Magonistas son un ciclo de conferencias acompañadas por otras actividades políticas y culturales organizadas de manera autónoma, que se celebran anualmente, por lo general, durante los meses de septiembre y noviembre en México, para recuperar la memoria histórica y el ánimo libertario del magonismo en la Revolución mexicana de 1910.

## Historia

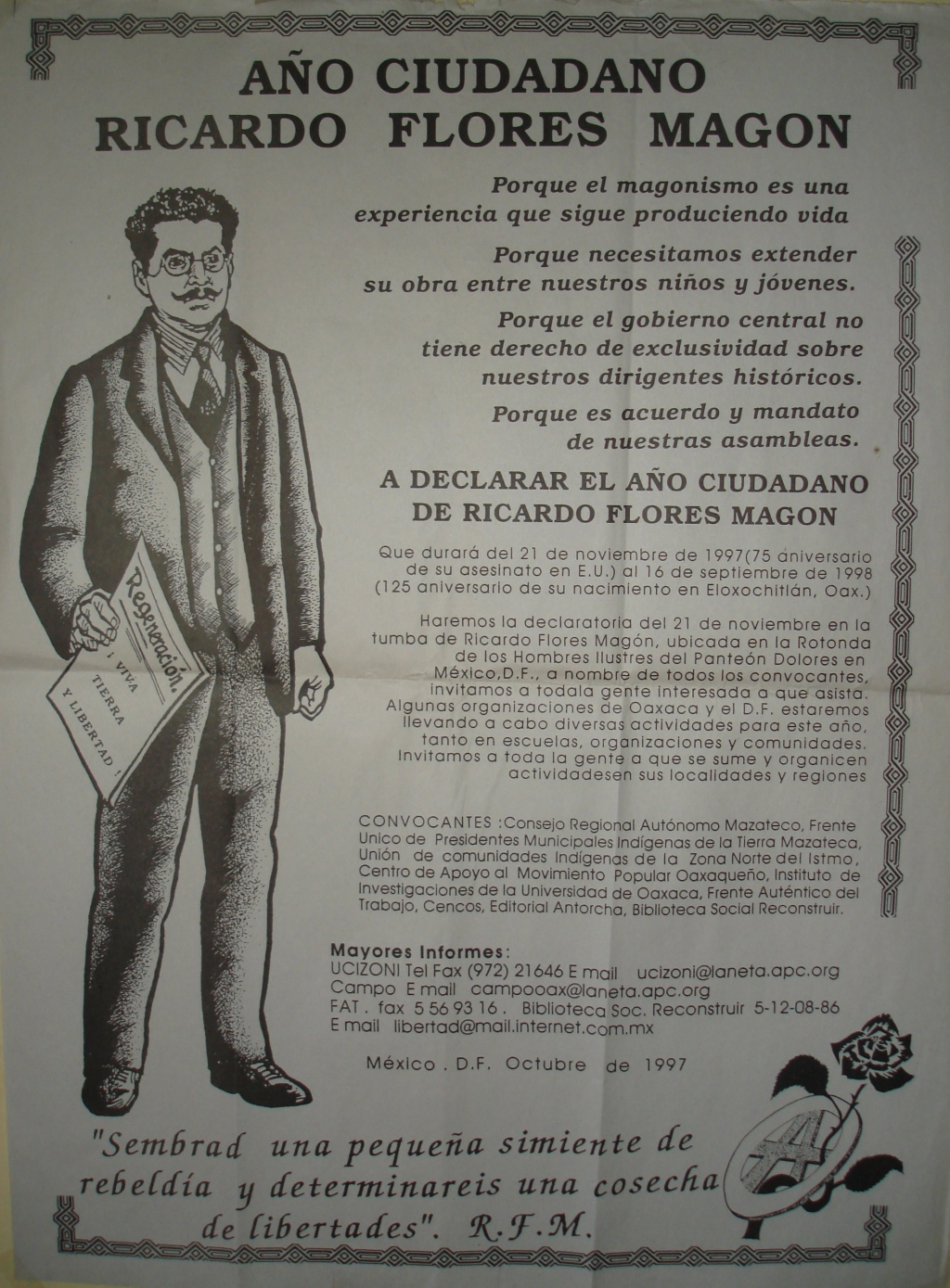
Convocatoria "Año ciudadano Ricardo Flores Magón", 1997.

En 1994 se realizaron unas Jornadas Magonistas en Eloxochitlán de Flores Magón, Oaxaca.
Años más tarde, para conmemorar el 75 aniversario de la muerte de Ricardo Flores Magón, organizaciones civiles y colectivos libertarios declararon el año ciudadano "Ricardo Flores Magón", del 21 de noviembre de 1997 al 16 de septiembre de 1998.
En abril de 1999 la Asamblea Magonista de Eloxochitlán, junto con colectivos libertarios de otras partes de México, llevaron a cabo las "Jornadas Magonistas por la Autonomía".
Durante los meses de agosto y noviembre de 2000, se celebraron las "Jornadas Magonistas a 100 años de Regeneración", con motivo del centenario de la publicación del primer ejemplar del periódico Regeneración fundado por los hermanos Flores Magón. En agosto se realizó un ciclo de conferencias en el auditorio de la Escuela Nacional de Antropología e Historia (ENAH) en la Ciudad de México. Así como actividades coordinadas con la Asamblea Indígena de San Antonio Eloxochitlán, Oaxaca. En noviembre, como parte de las jornadas, se realizó una movilización por el tercer aniversario del CIPO-Ricardo Flores Magón (CIPO-RFM) en la ciudad de Oaxaca y se realizó una transmisión de radio pirata en frecuencia modulada. En ese mismo marco de actividades, en la ciudad de Guadalajara, Jalisco, se convocó a una marcha de antorchas.
En 2001 el CIPO-RFM convocó a las Jornadas Magonistas en Oaxaca, donde se realizó una marcha el 18 de noviembre, y la interrupción planeada del desfile oficial por el aniversario de la Revolución mexicana el 20 de noviembre, fue disuadida por la policía.
En mayo de 2003 las III Jornadas Magonistas se realizaron en varios espacios de la ENAH, donde se realizó el tianguis cultural "Ricardo Mestre" para el intercambio y exposición de producciones y ediciones contraculturales y antiautoritarias.
Entre septiembre y noviembre de 2004 las jornadas se llevaron a cabo en distintos espacios del Frente Auténtico del Trabajo, del Colectivo Autónomo Magonista, y el Auditorio Ernesto Che Guevara entre otros en la Ciudad de México, y en la ciudad de Oaxaca de Juárez, se realizaron actividades en el cineclub "El Pochote". En el marco de esas jornadas, el 30 de noviembre fue presentado por Jacinto Barera Bassols el proyecto de digitalización del periódico Regeneración (que en 2008 se transformaría en el Archivo Electrónico Ricardo Flores Magón).
El 16 de septiembre de 2005, como parte de las Jornadas Magonistas se inauguró el Centro Social Libertario "Ricardo Flores Magón" en la Colonia Juárez de la Ciudad de México.
En septiembre de 2006 para conmemorar el centenario de la insurrección magonista del 26 de septiembre en Jiménez, Coahuila, se realizó el ciclo de conferencias "Jornadas Magonistas" en el Instituto Coahuilense de Cultura. En la Ciudad de México se realizaron actividades en apoyo de las comunidades oaxaqueñas de la Alianza Magonista Zapatista, involucradas entonces en el conflicto social que exigía la renuncia del gobernador de Oaxaca, Ulises Ruiz Ortiz, y la libertad de los presos políticos; además se inauguró la librería "Práxedis Guerrero".
El 19 de noviembre de 2008 en la Facultad de Economía de la UNAM se realizó el foro "Magonismo: 100 años de vigencia revolucionaria". En Monterrey, Nuevo León, el 22 de noviembre, para conmemorar el aniversario luctuoso de Ricardo Flores Magón se llevó una jornada de actividades organizadas por grupos identificados con la lucha y el pensamiento magonista.